# Polowanie na Czerwony Październik (film)

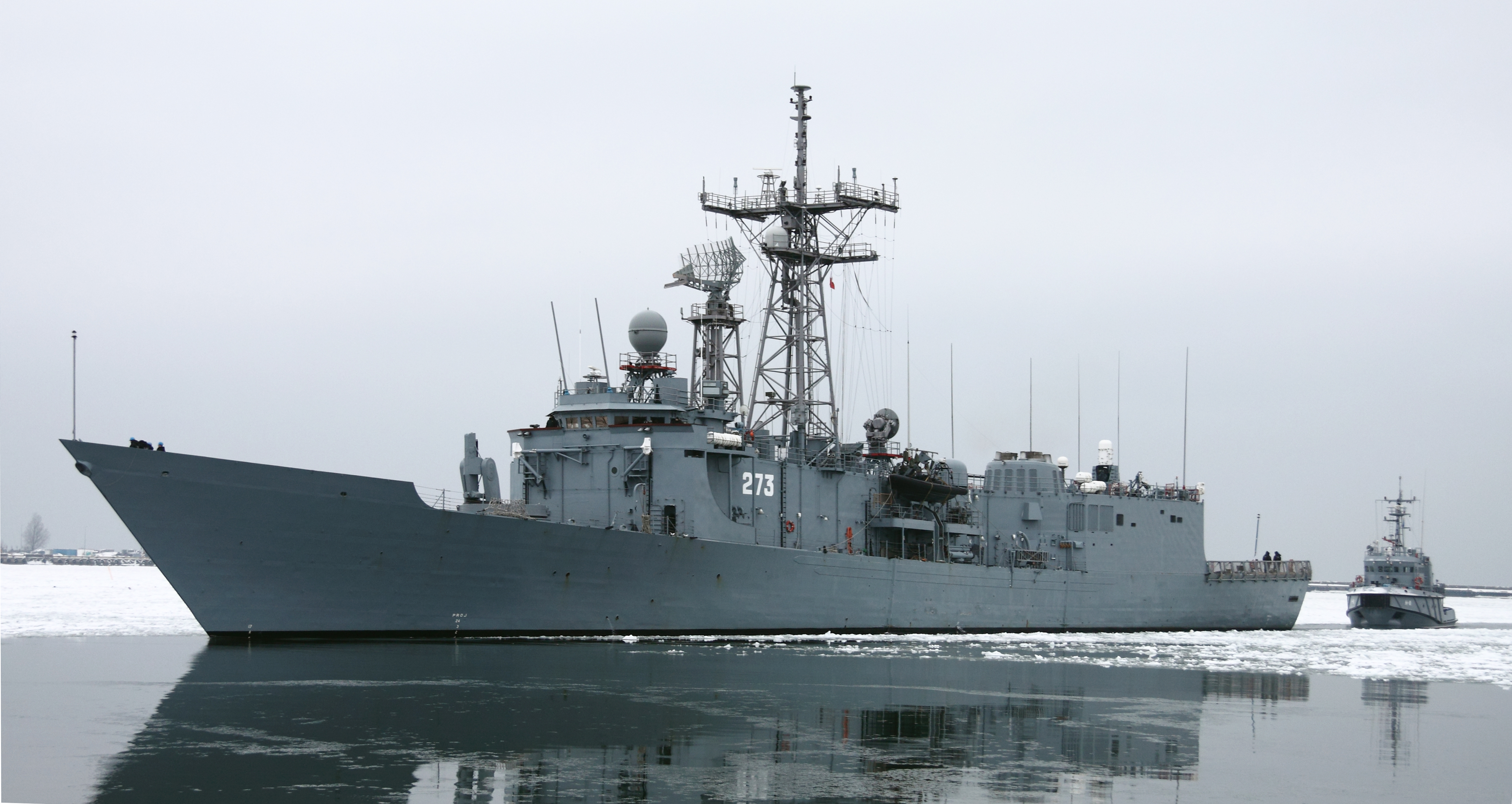
ORP "Gen. T. Kościuszko" występujący w filmie jako USS "Reuben James" (FFG-57)

Polowanie na Czerwony Październik (ang. The Hunt for Red October) – amerykański film sensacyjny z 1990 roku w reżyserii Johna McTiernana. Ekranizacja powieści o tym samym tytule autorstwa Toma Clancy’ego.
W filmie poza odtwarzającymi główne postaci Seanem Connerym i Alekiem Baldwinem występują m.in., Sam Neill (jako kapitan Wasilij Borodin), Scott Glenn (jako kpt. Bart Mancuso, dowódca USS „Dallas”), Stellan Skarsgård (jako kpt. Tupolew, dowódca „Konowałowa”) oraz Krzysztof Janczar (jako Andriej Bonowia, zastępca kapitana Tupolewa).

## Fabuła
Akcja toczy się w czasie zimnej wojny. Z radzieckiej bazy Polarnyj niedaleko Murmańska wychodzi tytułowy okręt podwodny „Czerwony Październik” (pierwowzór to okręt podwodny TK-210 projektu 941). Dowodzi nim Marko Ramius (Sean Connery), wybitny strateg i oficer floty ZSRR. W mniej więcej tym samym czasie w bazie CIA Jack Ryan, analityk Centralnej Agencji Wywiadowczej (w tej roli Alec Baldwin) odkrywa różnice pomiędzy zdjęciami „Czerwonego Października” a innymi radzieckimi okrętami podwodnymi tego typu – dodatkowe otwory na dziobie i rufie.
Ryan przedstawia swoje odkrycie znajomemu zajmującemu się modernizacją amerykańskich okrętów podwodnych. Jak się okazuje jest to prawdopodobnie „gąsienicowy” napęd magnetohydrodynamiczny, którego charakterystyka dźwiękowa jest tak niewielka, że praktycznie niezauważalna dla sonarów na amerykańskich okrętach podwodnych. Oznacza to, że okręt może podejść praktycznie niezauważenie do brzegów dowolnego państwa na świecie i wystrzelić pociski z głowicami atomowymi. Amerykański okręt podwodny USS „Dallas” otrzymuje rozkaz dyskretnego śledzenia „Czerwonego Października”.
Na pokładzie radzieckiego okrętu Marko Ramius zabija oficera politycznego i podmienia rozkazy – według nowych okręt ma płynąć do brzegów Stanów Zjednoczonych, korzystając z nowego napędu, w celu przeprowadzenia ćwiczeń. Faktycznym celem kapitana i grupy jego najbliższych oficerów jest przekazanie okrętu Amerykanom i poproszenie o azyl polityczny.
Ramius wysłał też do dowódcy radzieckiej marynarki wojennej list, w którym poinformował o swoim planie dezercji razem z okrętem. Flota radziecka rusza w pogoń. Większość osób uważa fakt wysłania listu za „spalenie za sobą mostów”, akt desperacji czy nawet szaleństwa ze strony Ramiusa. Faktycznie jest to wybieg strategiczny: pogoń większości floty ZSRR za jednym okrętem w celu zatopienia go powoduje, że Amerykanie zaczynają podejrzewać, iż nie wszystko w tej grze jest tak oczywiste, jak to na pierwszy rzut oka wygląda. 
Tymczasem na pokładzie okrętu podwodnego dochodzi do sabotażu. Uszkodzony zostaje napęd „gąsienicowy” i okręt traci swoją przewagę, zmuszony do używania napędu konwencjonalnego śrubowego.

## Obsada
- CIA
  - Alec Baldwin – dr Jack Ryan
  - James Earl Jones – wiceadmirał James Greer
- marynarka amerykańska
  - załoga USS "Dallas"
    - Scott Glenn – komandor porucznik Bart Mancuso, DO
    - Anthony Peck – komandor podporucznik Thompson, ZDO
    - Courtney B. Vance – bosman Ronald „Jonesey” Jones, operator sonaru
    - Ned Vaughn – mat Beaumont, operator sonaru
    - Mark Draxton, Tom Fisher, Pete Antico – marynarze

  - John Shepherd – pilot Fokstrota
  - Timothy Carhart – kapitan marynarki Bill Steiner, dowódca DSRV 1 Mystic
  - Fred Dalton Thompson – kontradmirał Joshua Painter
  - Daniel Davis – kmdr Charlie Davenport, DO USS Enterprise
  - Don Oscar Smith – pilot śmigłowca

- marynarka radziecka
  - załoga "Czerwonego Października"
    - Sean Connery – kapitan I rangi (komandor) Marko Ramius, DO
    - Sam Neill – kapitan II rangi (komandor porucznik) Wasilij Borodin, ZDO
    - Peter Firth – starszy porucznik (porucznik marynarki) Ivan Jurevič Putin, oficer polityczny
    - Tomas Arana –  Igor Łoginow, kucharz, agent GRU
    - Tim Curry – starszy porucznik (porucznik marynarki) dr Yevgeniy Petrov, lekarz
    - Ronald Guttman – starszy porucznik (porucznik marynarki) Melekhin, starszy oficer mechanik
    - Anatolij Dawydow – oficer

  - załoga okrętu "W. K. Konowałow"[2]:
    - Stellan Skarsgård – kapitan II rangi (komandor porucznik) Viktor Tupolev, DO
    - Krzysztof Janczar – Andrei Bonovia, ZDO

  - Peter Zinner – admirał Jurij Padorin
- Joss Ackland – ambasador ZSRR w USA Andrei Lysenko
- Richard Jordan – dr Jeffrey Pelt
- Jeffrey Jones – dr Skip Tyler
- Gates McFadden – Cathy Ryan, żona Jacka